# Departamento de Estradas e Rodagem do Estado de Minas Gerais
O Departamento de Estradas de Rodagem de Minas Gerais (DER-MG) é um órgão do governo estadual de Minas Gerais responsável pelo planejamento, projeto, construção, manutenção e operação da malha rodoviária do estado. Fundado em 1946, desempenha um papel crucial no desenvolvimento socioeconômico de Minas Gerais, administrando a maior malha rodoviária do Brasil, tendo aproximadamente 28 mil quilômetros de estradas estaduais e vicinais, além de supervisionar concessões rodoviárias.

## História
A história das estradas, e consequentemente do departamento, remonta aos bandeirantes do século XVI, que abriram trilhas em busca de riquezas, moldando o território. A descoberta de ouro e diamantes levou à criação das Estradas Reais, monopólio da Coroa Portuguesa nos séculos XVIII e XIX., como a Estrada União e Indústria (1861), que ligava Petrópolis à Juiz de Fora, próximo onde hoje passa a BR-040.
No século XX, a necessidade de um sistema rodoviário eficiente levou à criação da Inspetoria Geral de Estradas e, em 1946, do Departamento de Estradas de Rodagem de Minas Gerais (DER-MG). Sob Juscelino Kubitschek e outros governos, o DER-MG expandiu a malha rodoviária, adaptando-se às demandas do crescimento econômico.
Nas décadas seguintes, o DER-MG aprimorou a tecnologia e expandiu suas atividades, incluindo o transporte intermunicipal e metropolitano, como o TREM. Em 2016, o órgão passou a se chamar DEER/MG, incorporando funções do DEOP, mas em 2020 voltou a ser DER-MG. Atualmente, vem realizando o maior pacote de investimentos, seja com recursos próprios, do Acordo de Reparação de Brumadinho e por meio de concessões rodoviárias, em resposta ao estado calamitoso que se encontra as estradas nas últimas décadas.

## Tipos de rodovias

##### MG - Rodovias Estaduais
São as principais rodovias do estado, sendo categorizadas em:
- MG-0XX - Rodovias radiais que partem da capital;
- MG-1XX - Rodovias longitudinais, onde quanto mais ao norte tem sua numeração menor;
- MG-2XX - Rodovias transversais, onde aquela mais a oeste tem a menor numeração;
- MG-3XX - Rodovias diagonais, podendo ser noroeste-sudeste ou nordeste-sudoeste;
- MG-4XX - Rodovias de ligação, podem estar presentes em qualquer sentido;

##### MGC - Rodovias Estaduais Coincidentes
São rodovias estaduais coincidentes com vias federais planejadas (não implantadas pela União) ou incorporadas pelo DER-MG, por meio da Lei 13.298/2016, ou por delegações anteriores.

## Regionais
O departamento é dividido em 40 unidades regionais para facilitar sua administração, sendo essas:
- 1ª Unidade Regional - Belo Horizonte
- 2ª Unidade Regional - Guanhães
- 3ª Unidade Regional - Pará de Minas
- 4ª Unidade Regional - Barbacena
- 5ª Unidade Regional - Ubá
- 6ª Unidade Regional - Montes Claros
- 7ª Unidade Regional - Araxá
- 8ª Unidade Regional - Diamantina
- 9ª Unidade Regional - Curvelo
- 10ª Unidade Regional - Varginha
- 11ª Unidade Regional - Uberlândia
- 12ª Unidade Regional - Itabira
- 13ª Unidade Regional - Brasília de Minas
- 14ª Unidade Regional - Patos de Minas
- 15ª Unidade Regional - Poços de Caldas
- 16ª Unidade Regional - Oliveira
- 17ª Unidade Regional - Ponte Nova
- 18ª Unidade Regional - Monte Carmelo
- 19ª Unidade Regional - Itajubá
- 20ª Unidade Regional - Formiga
- 21ª Unidade Regional - Jequitinhonha
- 22ª Unidade Regional - Araçuaí
- 23ª Unidade Regional - Governador Valadares
- 24ª Unidade Regional - Passos
- 25ª Unidade Regional - Uberaba
- 26ª Unidade Regional - Paracatu
- 27ª Unidade Regional - Pedra Azul
- 28ª Unidade Regional - Teófilo Otoni
- 29ª Unidade Regional - Manhumirim
- 30ª Unidade Regional - Juiz de Fora
- 31ª Unidade Regional - Ituiutaba
- 32ª Unidade Regional - Janaúba
- 33ª Unidade Regional - Pirapora
- 34ª Unidade Regional - Salinas
- 35ª Unidade Regional - Abaeté
- 36ª Unidade Regional - Arinos
- 37ª Unidade Regional - Januária
- 38ª Unidade Regional - Capelinha
- 39ª Unidade Regional - João Pinheiro
- 40ª Unidade Regional - Coronel Fabriciano